# Уотерфорд (аэропорт)
Уотерфордский аэропорт (англ. Waterford Airport; ирл. Aerfort Phort Láirge) (ИАТА: WAT, ИКАО: EIWF) — аэропорт, расположенный в 9 км к юго-востоку от Уотерфорда.

## История
Аэропорт основан компанией Waterford Corporation в 1979 году с привлечением как государственных средств, так и частных инвестиций. Общая сумма инвестиций составила 1,76 миллиона евро.
Была построена взлетно-посадочная полоса длиной 1200 м и шириной 29 м, что позволяло принимать легкие самолеты с одним или двумя двигателями.
Открыт аэропорт был в декабре 1981 года. Терминал изначально помещался в модульном здании. Первым клиентом стал Уотерфордский аэроклуб, который пользуется аэропортом и по сей день.
В апреле 1982 года авиакомпания Avair организовала первый регулярный маршрут между Уотерфордом и Дублином. Однако банкротство Avair в феврале 1983 года оставило аэропорт без регулярных рейсов. Основными для аэропорта оставались бизнес-полеты и случайные чартерные рейсы.
Ситуация изменилась 8 июля 1985 года, когда авиакомпания Ryanair организовала первый международный маршрут из аэропорта Уотерфорда в лондонский аэропорт Гатвик. Это был также и первый регулярный маршрут для начинающей авиакомпании. Полеты осуществлялись на 15-местном Embraer Bandeirante. Увеличение пассажиропотока уже к маю 1986 года заставило перейти на использование 44-местного Hawker Siddley 748. В это же время появляется возможность направлять рейсы в лондонский аэропорт Лутон.
В дальнейшем в политике Ryanair произошли изменения, и с 1993 года рейс в Лондон (аэропорт Станстед) стала выполнять Manx Airlines на 29-местном BAe Jetstream 41, также эта авиакомпания открыла новое направление в Манчестер. Рейсы выполнялись вплоть до января 2001 года.
С 1994 по 2000 год также полеты в Лутон осуществляла маленькая семейная авиакомпания Suckling Airways на 18-местном Dornier 228. С января 2001 года это направление на 44-местном Fokker F27s стала обслуживать Euroceltic Airways, в ноябре того же года эта авиакомпания стала совершать рейсы в Ливерпуль, а с октября 2002 года — в Дублин.
В январе 2003 года Euroceltic Airways прекратила перевозки, однако с июня важное направление на Лондон (Лутон) взяла компания Aer Arann. Также в 2003 году Ирландский колледж пилотирования выбрал Уотерфордский аэропорт своей базой.
Aer Arann постепенно наращивала маршрутную сеть из Уотерфорда. Помимо Лондона, полеты также осуществляются в Манчестер, Бирмингем, Голуэй и в летний сезон — в Лорьян.
В июне 2007 года три новых летних маршрута открыли Slattery Sun и Atlantic Airways: в Бордо, Фару и Малагу.
С 2007 года аэропорт начал капитальную реконструкцию. Планируется организация нового терминала и расширение географии полетов из Уотерфорда.